# Tú sí que vales
¡Tú sí que vales! (anomenat en la seva última temporada ¡Tú sí que sí!) va ser un concurs de talents, produït per Gestmusic Endemol per a Telecinco (2008-2013) i La Sexta (2017), que es va estrenar l'1 de gener de 2008. Les quatre primeres temporades, van ser emeses de forma encadenada, els divendres en horari de prime time. S'han emès posteriors edicions i versions especials, així com la reemissió de les gales en diverses ocasions a LaSiete a causa del seu gran èxit. A la temporada del 2008 i 2009, es van emetre les dues últimes edicions, l'onzena i dotzena, respectivament, a més de la gala especial de finalistes. Al juny del 2011, es confirmava la tornada de ¡Tú sí que vales! a Telecinco.
Christian Gálvez a ser el presentador de les gales setmanals i van exercir com a membre del jurat Noemí Galera, Àngel Llàcer, Loles León i Los Morancos, qui van substituir Xavier Sardà i Pablo Carbonell en la primera i segona etapa, respectivament
¡Tú sí que vales! va tornar el diumenge 2 d'octubre a les 22.30 hores, un any i mig després de la seva desaparició, amb una nova posada en marxa, tant en els membres del jurat com en el plató i en la mecànica del concurs. Risto Mejide, José Corbacho i Merche són algunes de les cares conegudes que van formar aquesta edició al costat de Christian Gálvez com a presentador de les gales. Després de dues edicions com a jurat professional, el productor José Luis Moreno va abandonar el seu lloc en la taula de jutges per a cedir-li el relleu a José Corbacho, qui ja va participar en un especial de màgia al costat d'Ana Milán i Santi Rodríguez.
El 7 d'octubre de 2013, Tinet Rubira (director de la productora Gestmusic) va confirmar que Tú si que vales ja havia tancat el seu cicle en la cadena de Mediaset, per la qual cosa no tornaria a la graella de Telecinco pel fet que aquesta cadena ja estava preparant un programa substitut.
El programa va tornar en 2017 a La Sexta de la mà de Cristina Pedroche sota el títol de ¡Tú sí que sí!.

## Història
Tú sí que vales es va estrenar l'1 de gener de 2008 en Telecinco i, estrenant-se amb un 17,2% de quota de pantalla, va tancar la seva primera edició amb un 26,7% i gairebé 3 milions i mig d'espectadors... Les quatre primeres edicions van ser emeses, de forma encadenada, els divendres en prime time. S'han fet posteriors edicions (amb tres gales) i versions especials, així com reemitidas les gales en diverses ocasions a causa del seu bon acolliment.
L'objectiu del concurs és descobrir nous talents en el panorama artístic espanyol, podent participar artistes de qualsevol camp, com el ball, el cant, els malabars, l'humor, les imitacions o qualsevol altra disciplina en la qual es mostri alguna habilitat especial.
Els concursants han de sotmetre's al veredicte d'un jurat per anar superant rondes eliminatòries, it finalment els teleespectadors són qui elegeixen, amb els seus vots, al guanyador final, el premi del qual consisteix en 30.000 euros i la participació en dos programes de Telecinco.

### Format
Els aspirants a participar en el programa se sotmeten a càstings previs, que tenen lloc en diverses ciutats d'Espanya. L'elecció segueix la mateixa dinàmica que en les gales a l'hora de triar als participants: actuen enfront del jurat i est els comunica si passen o no a la següent fase. Els càstings preliminars, eren emesos per LaSiete (el canal digital de Telecinco).
Els concursants triats en els càstings previs passen a actuar en les diferents gales, que se celebren en auditoris amb públic i són emeses per Telecinco. En les primeres edicions constava de tres gales. En les dues primeres, el jurat i el públic trien als finalistes. En la final de cada edició, i després d'un sedàs previ per part del jurat, els teleespectadors eren els encarregats de triar al guanyador, mitjançant el vot per SMS i/o trucada telefònica.
A les últimes edicions emeses el mecanisme del concurs ha canviat. El programa té entre 6 i 8 gales en les quals el jurat i el públic (jurat popular) trien als concursants que participessin en la gala final. En la final de cada edició van actuant els participants per grups, arribant a la final només un participant per grup. Al final de la gala el jurat tria al guanyador d'entre tots els finalistes.

### El Jurat
Els protagonistes tenen gran importància dins de la dinàmica del programa, podent interrompre les actuacions i cridant l'atenció als aspirants, sovint utilitzant botzines, cassoles o altres objectes per a generar soroll. A vegades, el jurat també interactua amb els concursants, participant activament en les actuacions.
En la primera etapa del programa, el jurat estava format per Noemí Galera, Àngel Llàcer i Xavier Sardà. La segona etapa ¡Tú sí que vales! a Telecinco, va acabar al desembre de 2009 amb la gran final de finals. Al costat d'això, el jurat es va acomiadar del format donant les gràcies a la cadena i productora per fer de la realitat un somni. Noemí Galera, Àngel Llàcer, Loles León i Los Morancos, al costat de Christian Gálvez es van acomiadar abraçats en cercle dient que el més important de tot és que s'havien fet amics per sempre, mentre sonava la sintonia de la cançó.
El diumenge 2 d'octubre de 2011 ¡Tú sí que vales! va tornar a Telecinco amb la tretzena edició a les 22.15 hores -un any i mig després de la seva desaparició- amb una nova posada en marxa, tant en els membres del jurat com en el plató i en la mecànica del concurs. Risto Mejide, José Luis Moreno, Merche presentessin aquesta edició al costat de Christian Gálvez com a presentador de les gales. Després de dues edicions com a jurat professional, el productor José Luis Moreno va abandonar el seu lloc a la taula de jutges per a cedir-li el relleu a José Corbacho, qui ja va participar en un especial de màgia al costat d'Ana Milán i Santi Rodríguez.
| Jurat                                   | Lloc de procedència | Professió                                                   |      |
| 2008                                    | 2008                | 2008                                                        | 2008 |
| --------------------------------------- | ------------------- | ----------------------------------------------------------- | ---- |
| Javier Sardá                            | Barcelona           | Periodista                                                  |      |
| Pablo Carbonell                         | Cadis               | Cantant, humorista i actor espanyol.                        |      |
| 2008-2009                               |                     |                                                             |      |
| Noemí Galera                            | Barcelona           | Directora de cástines                                       |      |
| Àngel Llàcer                            | Barcelona           | Actor, director teatral i presentador de televisió          |      |
| Los Morancos                            | Sevilla             | Humoristes                                                  |      |
| 2009                                    |                     |                                                             |      |
| Loles León                              | Barcelona           | Actriu                                                      |      |
| 2011-2012                               |                     |                                                             |      |
| José Luis Moreno                        | Madrid              | Empresari espanyol, ventríloc i productor                   |      |
| Kiko Rivera (Jurat popular)             | Sevilla             | Col·laborador de televisió                                  |      |
| 2011-2013                               |                     |                                                             |      |
| Merche                                  | Cadis               | Cantant, compositora, productora i presentadora             |      |
| Risto Mejide                            | Barcelona           | Creatiu publicitari, col·laborador de televisió i escriptor |      |
| 2012-2013                               |                     |                                                             |      |
| José Corbacho                           | Barcelona           | Actor, director, guionista i humorista                      |      |
| 2013                                    |                     |                                                             |      |
| Eduardo Gómez (Jurat popular)           | Madrid              | Actor espanyol                                              |      |
| Santi Millán (Jurat substitut de Risto) | Barcelona           | Actor i presentador de televisió                            |      |
| 2017 - 2018                             |                     |                                                             |      |
| Rafa Méndez                             | Tenerife            | Coreògraf i ballarí                                         |      |
| Silvia Abril                            | Mataró              | Actriu i còmica                                             |      |
| Soraya Arnelas                          | Càceres             | Cantant                                                     |      |

### Acusació de plagi
Poc després d'estrenar-se Tú sí que vales a Telecinco, la productora Grundy i la cadena Cuatro van acusar Telecinco i Gestmusic Endemol d'haver plagiat el format de Got talent, propietat de Fremantle Media i els drets de la qual per a Espanya havia adquirit en exclusiva Cuatro, per a estrenar-lo poc després amb el títol Tienes talento.
En resposta a les acusacions, Toni Cruz, president de Gestmusic Endemol va fer pública una carta enviada a Tony Stern, el seu homòleg a Fremantle, en la qual afirmava que els programes caçatalents a partir d'un càsting d'artistes constitueixen un gènere de televisió universalment usat des dels inicis del mitjà. Finalment, Cuatro i Grundy (filial de Fremantle a Espanya) descartaren prendre accions judicials.

## Primera etapa

### Primera edició
El programa es va estrenar l'1 de gener de 2008, encara que prèviament, des del 17 de desembre de 2007, el canal de TDT Telecinco Estrelles va començar a emetre els cástines preliminars. La gala final es va emetre el 10 de gener de 2008.
El guanyador de la primera edició va ser Javier Bovea, un cantant líric de l'Alcora (l'Alcalatén). El segon classificat va ser Dariel Ventura, un jove cantant nascut a Cuba i resident a Torrevella que va interpretar I Feel Good.
| Data       | Dia     | Hora  | Gala   | Característiques programa | Espectadors | Quota de pantalla |
| ---------- | ------- | ----- | ------ | ------------------------- | ----------- | ----------------- |
| 01/01/2008 | Dimarts | 22h30 | Gala 1 | Primera semifinal         | 2.510.000   | 17,2%             |
| 03/01/2008 | Dijous  | 22h30 | Gala 2 | Segona semifinal          | 3.041.000   | 21,5%             |
| 10/01/2008 | Dijous  | 21h30 | Gala 3 | Gran final                | 3.468.000   | 26,7%             |

### Segona edició
La segona edició es va emetre entre el 25 de gener i el 8 de febrer de 2008.
El jurat Xavier Sardà només va participar en la primera gala, sent substituït posteriorment per Jorge i César Cadaval, integrants del duo còmic Los Morancos.
La guanyadora va ser Miriam Fernández, una jove que va interpretar cançons de la factoria Disney. Els altres finalistes van ser el duo còmico-musical Kamelo Punto Semos, els percussionistes Tumpack i el 'beatbox' de Fabio.
| Data       | Dia       | Hora  | Gala   | Característiques programa | Espectadors | Quota de pantalla |
| ---------- | --------- | ----- | ------ | ------------------------- | ----------- | ----------------- |
| 25/01/2008 | Divendres | 22h30 | Gala 1 | Primera semifinal         | 1.839.000   | 13,6%             |
| 01/02/2008 | Divendres | 22h30 | Gala 2 | Segona semifinal          | 2.565.000   | 18,5%             |
| 08/02/2008 | Divendres | 22h30 | Gala 3 | Gran final                | 2.911.000   | 21,6%             |

### Tercera edició
La tercera edició es va emetre entre el 15 i el 29 de febrer de 2008.
El guanyador va ser Roberto Ortiz, un beatboxer de 25 anys, per davant de la cantant Estefanía. Els altres tres finalistes van ser el grup Cumbre flamenca, la cantant Amada i l'imitador Nico.
| Data       | Dia       | Hora  | Gala   | Característiques programa | Espectadors | Quota de pantalla |
| ---------- | --------- | ----- | ------ | ------------------------- | ----------- | ----------------- |
| 15/02/2008 | Divendres | 22h30 | Gala 1 | Primera semifinal         | 2.694.000   | 19,9%             |
| 22/02/2008 | Divendres | 22h30 | Gala 2 | Segona semifinal          | 2.642.000   | 20,4%             |
| 29/02/2008 | Divendres | 22h30 | Gala 3 | Gran final                | 2.848.000   | 22,5%             |

### Quarta edició
La quarta edició es va emetre entre el 7 de març i el 28 de març de 2008.
Els guanyadors van ser Tony y Daniel, un duo de violoncel·listes de 24 anys que amenitzaven al programa amb el seu repertori de música clàssica.
La segona finalista va ser Sara Guirado amb una suggeridora dansa del ventre acompanyada de música en directe.
| Data       | Dia       | Hora  | Gala   | Característiques programa | Espectadors | Quota de pantalla |
| ---------- | --------- | ----- | ------ | ------------------------- | ----------- | ----------------- |
| 07/03/2008 | Divendres | 22h30 | Gala 1 | Primera semifinal         | 2.638.000   | 20,3%             |
| 14/03/2008 | Divendres | 22h30 | Gala 2 | Segona semifinal          | 2.229.000   | 19,1%             |
| 28/03/2008 | Divendres | 21h30 | Gala 3 | Gran final                | 2.800.000   | 23,1%             |

### Cinquena edició
Telecinco va recuperar el programa després d'un mes de descans. La cinquena edició es va estrenar el 25 d'abril de 2008 i va acabar el 16 de maig de 2008.
Es mantenen com a membres del jurat Los Morancos i Noemí Galera, mentre que el tercer integrant varia en cada gala. En la primera semifinal va ser Pablo Carbonell, en la segona va tornar Xavier Sardà, substituït en la tercera i en la quarta per Àngel Llàcer.
El guanyador va ser el mim malagueny Manolo Carambolas, que amb els seus gestos i moviments mecànics va aconseguir guanyar-se la confiança i els vots dels espectadors.
| Data       | Dia       | Hora  | Gala   | Característiques programa | Espectadors | Quota de pantalla |
| ---------- | --------- | ----- | ------ | ------------------------- | ----------- | ----------------- |
| 25/04/2008 | Divendres | 22h30 | Gala 1 | Primera semifinal         | 1.902.000   | 15,4%             |
| 02/05/2008 | Divendres | 22h30 | Gala 2 | Segona semifinal          | 1.882.000   | 16,4%             |
| 09/05/2008 | Divendres | 22h30 | Gala 3 | Tercera semifinal         | 1.992.000   | 16,2%             |
| 16/05/2008 | Divendres | 21h30 | Gala 4 | Gran final                | 2.395.000   | 20,3%             |

### Sisena edició
La sisena edició va arrencar immediatament després de la finalització de la cinquena, sense cap mena de descans. Els components del jurat es mantenen: Los Morancos, Àngel Llàcer i Noemí Galera.
Es va anunciar al començament de la primera semifinal que els jutges anaven a ser més taxatius i severs amb els aspirants, cosa que en realitat no va ocórrer. El programa va seguir la mateixa dinàmica i a penes es va observar cap canvi en les deliberacions.
Com a anècdota del primer programa de la sisena edició, val la pena destacar el cameo del presentador, Christian Gálvez, com a jurat d'una actuació, donant la seva aprovació a l'aspirant.
La final d'aquesta sisena edició es va caracteritzar per l'ús d'un recurs no usat abans en el programa. Valent-se dels comentaris i dels judicis de Noemí Galera (membre del jurat) en els quals elogiava als aspirants macos dels programes anteriors, la direcció del programa va optar per cridar en directe als suposats xicots que havia tingut la jutge. Per descomptat tot era fals i en el domicili no es trobava cap ex-xicot. La trucada era real, així com la conversa que era improvisada. La persona que contestava no sabia que l'anaven a cridar a aquestes hores de la nit. Durant el transcurs del programa van telefonar en diverses ocasions a alguns domicilis anònims per a preguntar si estava a casa el suposat ex-xicot de Noemí. Un recurs que va entretenir una mica més a l'audiència.
La guanyadora va ser Rosa, una mestressa de casa andalusa de 56 anys, que va aconseguir convèncer el jurat i als espectadors amb el seu cant flamenc.
| Data       | Dia       | Hora  | Gala   | Característiques programa | Espectadors | Quota de pantalla |
| ---------- | --------- | ----- | ------ | ------------------------- | ----------- | ----------------- |
| 23/05/2008 | Divendres | 22h30 | Gala 1 | Primera semifinal         | 2.118.000   | 18,6%             |
| 30/05/2008 | Divendres | 22h30 | Gala 2 | Segona semifinal          | 2.078.000   | 17,7%             |
| 06/06/2008 | Divendres | 21h30 | Gala 3 | Gran final                | 2.173.000   | 19,4%             |

### Setena edició
Immediatament després de finalitzar la sisena edició va començar la setena, en la qual el jurat es va mantenir.
Com a anècdota del primer programa, Àngel va dir a una xaranga que només passarien a la següent fase si al llarg de la durada de la gala aconseguien omplir l'autobús del públic amb gent anònima que trobessin per Barcelona, ciutat on es grava el programa.
L'anècdota de la segona és que una persona del públic va substituir Àngel Llàcer mentre aquest anava a buscar a uns concursants el cotxe dels quals s'havia quedat sense combustible, i més tard Los Morancos que es van absentar uns minuts perquè un concursant els pogués hipnotitzar.
El guanyador de la final va ser Luis Malabara, un gran mestre del diàbolo.
| Data       | Dia       | Hora  | Gala   | Característiques programa | Espectadors | Quota de pantalla |
| ---------- | --------- | ----- | ------ | ------------------------- | ----------- | ----------------- |
| 13/06/2008 | Divendres | 22h30 | Gala 1 | Primera semifinal         | 1.966.000   | 17,8%             |
| 27/06/2008 | Divendres | 22h30 | Gala 2 | Segona semifinal          | 1.570.000   | 15,1%             |
| 04/07/2008 | Divendres | 21h30 | Gala 3 | Gran final                | 1.497.000   | 15,7%             |

### Vuitena edició
Aquesta edició va reunir els guanyadors de les set edicions anteriors i altres 8 concursants.
El guanyador d'aquesta edició de final de guanyadors va ser Roberto Ortiz amb el seu Beatbox, guanyador de la tercera edició.
| Data       | Dia       | Hora  | Gala   | Característiques programa | Espectadors | Quota de pantalla |
| ---------- | --------- | ----- | ------ | ------------------------- | ----------- | ----------------- |
| 11/07/2008 | Divendres | 22h30 | Gala 1 | Primera semifinal         | 1.199.000   | 17,9%             |
| 18/07/2008 | Divendres | 22h30 | Gala 2 | Segona semifinal          | 1.396.000   | 15,5%             |
| 25/07/2008 | Divendres | 21h30 | Gala 3 | Gran final                | 1.439.000   | 16,3%             |

## Segona etapa

### Novena edició
Amb l'estrena de la novena edició, va ser la segona etapa del talent show ¡Tú sí que vales!. Va ser estrenada el dimarts 29 de setembre de 2009, i després de tres emissions el programa va finalitzar la seva primera edició el 13 d'octubre del mateix any.
| Data       | Dia     | Hora  | Gala   | Característiques programa | Espectadors | Quota de pantalla |
| ---------- | ------- | ----- | ------ | ------------------------- | ----------- | ----------------- |
| 29/09/2009 | Dimarts | 22h30 | Gala 1 | Primera semifinal         | 2.783.000   | 18,4%             |
| 06/10/2009 | Dimarts | 22h30 | Gala 2 | Segona semifinal          | 2.009.000   | 13,1%             |
| 13/10/2009 | Dimarts | 22h30 | Gala 3 | Gran final                | 1.713.000   | 13,9%             |

### Desena edició
Aquesta edició va ser estrenada per primera vegada en dimarts, el dia 20 d'octubre de 2009, a les 22.30 hores en Telecinco, però una setmana després, el 28 d'octubre, la cadena passo l'emissió de ¡Tú sí que vales! al prime time al prime time dels dimecres.
| Data       | Dia      | Hora  | Gala   | Característiques programa | Espectadors | Quota de pantalla |
| ---------- | -------- | ----- | ------ | ------------------------- | ----------- | ----------------- |
| 20/10/2009 | Dimarts  | 22h30 | Gala 1 | Primera semifinal         | 2.132.000   | 16,1%             |
| 28/10/2009 | Dimecres | 22h30 | Gala 2 | Segona semifinal          | 1.674.000   | 13,3%             |
| 04/11/2009 | Dimecres | 22h30 | Gala 3 | Gran final                | 1.942.000   | 15,1%             |

### Onzena edició
| Data       | Dia      | Hora  | Gala   | Característiques programa | Espectadors | Quota de pantalla |
| ---------- | -------- | ----- | ------ | ------------------------- | ----------- | ----------------- |
| 18/11/2009 | Dimecres | 22h30 | Gala 1 | Primera semifinal         | 1.881.000   | 11,7%             |
| 25/11/2009 | Dimecres | 22h30 | Gala 2 | Segona semifinal          | 1.863.000   | 12,3%             |
| 02/12/2009 | Dimecres | 22h30 | Gala 3 | Gran final                | 1.799.000   | 12,5%             |

### Dotzena edició
| Data       | Dia      | Hora  | Gala   | Característiques programa | Espectadors | Quota de pantalla |
| ---------- | -------- | ----- | ------ | ------------------------- | ----------- | ----------------- |
| 09/12/2009 | Dimecres | 22h30 | Gala 1 | Primera semifinal         | 1.722.000   | 13,7%             |
| 16/12/2009 | Dimecres | 22h30 | Gala 2 | Segona semifinal          | 1.356.000   | 12,6%             |
| 23/12/2009 | Dimecres | 22h30 | Gala 3 | Gran final                | 1.350.000   | 11,8%             |

### Final de finalistes
Va ser una gala especial dedicada a tots els guanyadors i finalistes del format. Així, ¡Tú sí que vales! va emetre aquesta gala el 30 de desembre de 2009 com l'última amb els concursants guanyadors. El guanyador d'aquest especial s'embutxacava una quantitat de 100.000 euros, com va resultar guanyador Jerry, un gos amb molts dots d'amo de casa.
| Data       | Dia      | Hora  | Gala       | Característiques programa | Espectadors | Quota de pantalla |
| ---------- | -------- | ----- | ---------- | ------------------------- | ----------- | ----------------- |
| 30/12/2009 | Dimecres | 22h30 | Gran final | Final de finals           | 2.085.000   | 17,1%             |

## Tercera etapa

### Tretzena edició
Una tretzena edició va ser anunciada per la cadena Telecinco el passat 7 de juny de 2011. El guanyador d'aquesta edició s'emportaria 30.000 euros i cada participant que arribés a la final, 1.000 euros. Christian Gálvez va tornar a ser el favorit per a conduir un any més el format de talents i el jurat d'aquesta edició va estar acompanyada per Risto Mejide, Merche, Kiko Rivera i José Luis Moreno, entre d'altres. Una de les novetats va ser la incorporació de Miguel Ángel Rodríguez "El Sevilla" que es trobaria al backstage amb els concursants i seria el co-presentador del programa. Una altra novetat és que no serien dues semifinals, com en totes les edicions anteriors, sinó moltes més (entre 6 i 10). Les condicions legals per a poder participar en els càstings, serien: enviar un vídeo a través de la web del programa o trucant per telèfon.
Aquesta edició va ser estrenada per primera vegada en diumenge, el dia 2 d'octubre de 2011, a les 22.00 hores en Telecinco. Cinc setmanes després, el talent show de Telecinco va ser programat per a la nit dels dimarts. Després de set gales i una final, els guanyadors de la tretzena edició de ¡Tú sí que vales! van ser el grup de mim Kulbik, que es van alçar amb la victòria del concurs.
| Data       | Dia      | Hora  | Gala     | Característiques programa | Espectadors | Quota de pantalla |
| ---------- | -------- | ----- | -------- | ------------------------- | ----------- | ----------------- |
| 02/10/2011 | Diumenge | 22h15 | Gal·la 1 | Primera semifinal         | 2.286.000   | 15,9%             |
| 09/10/2011 | Diumenge | 22h00 | Gal·la 2 | Segona semifinal          | 2.576.000   | 16,8%             |
| 16/10/2011 | Diumenge | 22h00 | Gal·la 3 | Tercera semifinal         | 2.709.000   | 16,6%             |
| 23/10/2011 | Diumenge | 22h00 | Gal·la 4 | Quarta semifinal          | 2.651.000   | 15,7%             |
| 01/11/2011 | Dimarts  | 22h30 | Gal·la 5 | Cinquena semifinal        | 2.448.000   | 18,2%             |
| 08/11/2011 | Dimarts  | 22h30 | Gal·la 6 | Sexta semifinal           | 2.788.000   | 18,0%             |
| 22/11/2011 | Dimarts  | 22h30 | Gal·la 7 | Setena semifinal          | 2.839.000   | 20,9%             |
| 29/11/2011 | Dimarts  | 22h00 | Gal·la 8 | Gran final                | 2.859.000   | 18,7%             |

### Catorzena edició
Des del 15 de novembre de 2011, Telecinco i Endemol van iniciar la producció d'una nova edició del programa presentat per Christian Gálvez. Així la cadena atorgaria, d'aquesta manera, la possibilitat d'exhibir les qualitats d'aquests talents davant el gran públic. A més, ¡Tú sí que vales! va oferir per nadal de 2011 un programa especial que va comptar amb el protagonisme de joves participants.
Aquesta edició va ser estrenada en la nit dels dimarts, el dia 6 de desembre de 2011, a les 22.30 hores a Telecinco. Després de cinc gales i una final, els guanyadors de la catorzena edició de ¡Tú sí que vales! van ser el grup acrobàtic Dinamic, que es van alçar amb la victòria del concurs. A més, el grup va rebre un premi de 30.000 euros i una oferta de contracte amb l'espectacle The Hole de Madrid, per a mostrar el seu talent en teatre.
| Data       | Dia     | Hora  | Gala     | Característiques programa | Espectadors | Quota de pantalla |
| ---------- | ------- | ----- | -------- | ------------------------- | ----------- | ----------------- |
| 06/12/2011 | Dimarts | 22h00 | Gal·la 1 | Primera semifinal         | 2.630.000   | 19,6%             |
| 13/12/2011 | Dimarts | 22h00 | Gal·la 2 | Segona semifinal          | 2.938.000   | 19,0%             |
| 20/12/2011 | Dimarts | 22h00 | Gal·la 3 | Tercera semifinal         | 3.024.000   | 19,7%             |
| 03/01/2012 | Dimarts | 22h00 | Gal·la 4 | Quarta semifinal          | 2.901.000   | 17,6%             |
| 10/01/2012 | Dimarts | 22h00 | Gal·la 5 | Cinquena semifinal        | 2.526.000   | 16,0%             |
| 17/01/2012 | Dimarts | 22h00 | Gal·la 6 | Gran final                | 3.050.000   | 18,8%             |

### Quinzena edició
Aquesta edició va ser estrenada el 24 de gener de 2012, a les 22.00 hores en Telecinco. Després de dues edicions com a jurat professional, el productor José Luis Moreno va abandonar el seu lloc en la taula de jutges per a cedir-li el relleu a José Corbacho, qui ja va participar en un especial de màgia al costat d'Ana Milán i Santi Rodríguez. Tres setmanes després, el talent show de Telecinco va ser reubicat en la nit dels dimecres després de passar la sèrie carcerària La fuga, en el prime time dels dimarts. Després de cinc gales i una final, el guanyador de la quinzena edició de ¡Tú sí que vales! va ser Santi y sus caballos, qui va aconseguir un premi de 30.000 euros i a més, una oferta de contracte amb l'espectacle The Hole de Madrid.
| Data       | Dia      | Hora  | Gala   | Característiques programa | Espectadors | Quota de pantalla |
| ---------- | -------- | ----- | ------ | ------------------------- | ----------- | ----------------- |
| 24/01/2012 | Dimarts  | 22h00 | Gala 1 | Primera semifinal         | 2.500.000   | 15,5%             |
| 31/01/2012 | Dimarts  | 22h00 | Gala 2 | Segona semifinal          | 2.724.000   | 17,1%             |
| 08/02/2012 | Dimecres | 22h00 | Gala 3 | Tercera semifinal         | 2.300.000   | 14,9%             |
| 15/02/2012 | Dimecres | 22h00 | Gala 4 | Quarta semifinal          | 2.467.000   | 16,1%             |
| 22/02/2012 | Dimecres | 22h00 | Gala 5 | Cinquena semifinal        | 2.393.000   | 15,8%             |
| 29/02/2012 | Dimecres | 23h15 | Gala 6 | Gran final                | 2.027.000   | 20,0%             |

### Setzena edició
Aquesta edició va ser estrenada el 3 de febrer de 2013, a les 22.00 hores en Telecinco. El presentador segueix sent Christian Gálvez.
| Data       | Dia      | Hora  | Gala   | Característiques programa | Espectadors | Quota de pantalla |
| ---------- | -------- | ----- | ------ | ------------------------- | ----------- | ----------------- |
| 03/02/2013 | Diumenge | 22h00 | Gala 1 | Primera semifinal         | 1.916.000   | 12,1%             |
| 10/02/2013 | Diumenge | 22h00 | Gala 2 | Segona semifinal          | 1.797.000   | 11,1%             |
| 17/02/2013 | Diumenge | 22h00 | Gala 3 | Tercera semifinal         | 1.424.000   | 8,8%              |
| 24/02/2013 | Diumenge | 22h00 | Gala 4 | Quarta semifinal          | 1.887.000   | 12,0%             |
| 03/03/2013 | Diumenge | 22h00 | Gala 5 | Cinquena semifinal        | 1.949.000   | 12,4%             |
| 10/03/2013 | Diumenge | 22h00 | Gala 6 | Sexta semifinal           | 1.812.000   | 11,6%             |
| 17/03/2013 | Diumenge | 22h00 | Gala 7 | Gran final                | 1.759.000   | 11,5%             |

### Dissetena edició
Aquesta edició va ser estrenada el 24 de març de 2013, a les 22.00 hores en Telecinco. El presentador continua sent Christian Gálvez. La guanyadora d'aquesta edició va ser Sislena Caparrosa, cantant de Tenerife de 15 anys que en la gran final va interpretar Nessun dorma de l'òpera Turandot de Puccini, actuació amb la qual va aconseguir el 100% dels vots del jurat popular.
| Data       | Dia      | Hora  | Gala   | Característiques programa | Espectadors | Quota de pantalla |
| ---------- | -------- | ----- | ------ | ------------------------- | ----------- | ----------------- |
| 24/03/2013 | Diumenge | 22h00 | Gala 1 | Primera semifinal         | 1.751.000   | 11,6%             |
| 31/03/2013 | Diumenge | 22h00 | Gala 2 | Segona semifinal          | 1.666.000   | 10,7%             |
| 07/04/2013 | Diumenge | 22h00 | Gala 3 | Tercera semifinal         | 1.708.000   | 10,9%             |
| 14/04/2013 | Diumenge | 22h00 | Gala 4 | Quarta semifinal          | 1.689.000   | 11,0%             |
| 28/04/2013 | Diumenge | 22h00 | Gala 5 | Cinquena semifinal        | 1.721.000   | 10,7%             |
| 05/05/2013 | Diumenge | 22h00 | Gala 6 | Sexta semifinal           | 1.499.000   | 10,4%             |
| 12/05/2013 | Diumenge | 22h00 | Gala 7 | Gran final                | 1.911.000   | 13,2%             |

## Quarta etapa

### Divuitena edició
Després de tres anys sense emissió, Mediaset va decidir no renovar el programa i apostar per Got Talent España, el format original. A més, a pesar que Gestmusic Endemol també produís un programa de talents per a La 1 de TVE a l'estiu de 2015, que va tenir èxit relatiu, Atresmedia va comprar Tú sí que vales per a emetre'l a través de La Sexta des de la temporada 2016/2017. No obstant això, per a diferenciar-se del programa de Telecinco, la productora va registrar la denominació de Tú sí que sí.
D'altra banda, a principis de juliol de 2016 es van anar revelant alguns detalls, com l'obertura del càsting o que la presentadora seria Cristina Pedroche. Al llarg de l'estiu, es van anar confirmant els primers noms del jurat, en aquest cas, els de Rafa Méndez, Silvia Abril i Soraya Arnelas.
Després d'això, a principis de 2017 la cadena laSexta anuncia la data d'estrena per al 10 de gener de 2017, el programa va acabar l'1 de març de 2017, en la gran final que va guanyar l'acròbata italià Flagman.
| Data       | Dia      | Hora  | Gala   | Característiques programa | Espectadors | Quota de pantalla |
| ---------- | -------- | ----- | ------ | ------------------------- | ----------- | ----------------- |
| 10/01/2017 | Dimarts  | 22h30 | Gala 1 | Primera de classificació  | 872 000     | 5,7%              |
| 17/01/2017 | Dimarts  | 22h30 | Gala 2 | Segona de classificació   | 952 000     | 6,3%              |
| 24/01/2017 | Dimarts  | 22h30 | Gala 3 | Tercera de classificació  | 622 000     | 4,4%              |
| 01/02/2017 | Dimecres | 22h30 | Gala 4 | Quarta de classificació   | 774 000     | 5,5%              |
| 08/02/2017 | Dimecres | 22h30 | Gala 5 | Cinquena de classificació | 817 000     | 6,0%              |
| 15/02/2017 | Dimecres | 22h30 | Gala 6 | Primera Semifinal         | 927 000     | 6,7%              |
| 22/02/2017 | Dimecres | 22h30 | Gala 7 | Segona Semifinal          | 713 000     | 5,0%              |
| 01/03/2017 | Dimecres | 22h30 | Gala 8 | Gran final                | 783 000     | 5,5%              |

## Gales especials de Tú sí que vales
En aquesta edició especial del talent show, es van recordar les millors actuacions de la història del programa emeses des de la seva estrena fins a la final de finalistes (desembre de 2009). En aquesta gala, es van veure els millors moments de les dotze edicions i els dotze guanyadors del concurs, a més de les actuacions més peculiars, entre altres coses.
Aquesta gala va ser emesa el dia 15 de novembre de 2011, a les 22.45 hores en Telecinco.
| Data     | Dia       | Hora  | Gala          | Característiques programa  | Espectadors | Quota de pantalla |
| -------- | --------- | ----- | ------------- | -------------------------- | ----------- | ----------------- |
| 25/12/09 | Divendres | 17h45 | Gala especial | Tú sí que vales en Navidad | 1.710.000   | 14,3%             |
| 15/11/11 | Dimarts   | 22h45 | Gala especial | Lo mejor de la historia    | 1.756.000   | 12,6%             |
| 01/01/12 | Diumenge  | 22h00 | Gala especial | Especial Año Nuevo         | 2.922.000   | 18,0%             |
| 07/01/12 | Sábado    | 22h00 | Gala especial | Una noche mágica           | 2.114.000   | 13,2%             |
| 06/03/12 | Dimarts   | 22h10 | Gala especial | Segundas oportunidades     | 2.529.000   | 17,4%             |
| 13/03/12 | Dimarts   | 22h00 | Gala especial | Lo mejor de la historia    | 2.805.000   | 19,7%             |
| 20/03/12 | Dimarts   | 21h55 | Gala especial | Lo mejor de la historia    | 2.442.000   | 16,7%             |
| 27/03/12 | Dimarts   | 21h55 | Gala especial | Lo mejor de la historia    | 2.462.000   | 16,2%             |
| 03/04/12 | Dimarts   | 22h15 | Gala especial | Jóvenes talentos           | 2.044.000   | 13,4%             |
| 10/04/12 | Dimarts   | 22h15 | Gala especial | Lo mejor de la historia    | 2.478.000   | 16,7%             |
| 17/12/12 | Lunes     | 22h40 | Gala especial | Minivales                  | 1.470.000   | 10,3%             |
| 06/01/13 | Domingo   | 22h10 | Gala especial | Regalo de Reyes            | 1.418.000   | 9,4%              |
| 19/05/13 | Domingo   | 22h00 | Gala especial | Humor                      | 1.780.000   | 10,9%             |

## Audiències

### Tú sí que vales / Tú sí que sí: Edicions
| Edició                            | Data        | Cadena    | Espectadors | Quota de pantalla | Gran Final        |
| --------------------------------- | ----------- | --------- | ----------- | ----------------- | ----------------- |
| Tú sí que vales: Primera edició   | 2008        | Telecinco | 3 006 000   | 21,8%             | 3 468 000 (26,7%) |
| Tú sí que vales: Segona edició    | 2008        | Telecinco | 2 438 000   | 17,9%             | 2 911 000 (21,6%) |
| Tú sí que vales: Tercera edició   | 2008        | Telecinco | 2 728 000   | 20,9%             | 2 848 000 (22,5%) |
| Tú sí que vales: Quarta edició    | 2008        | Telecinco | 2 556 000   | 20,8%             | 2 800 000 (23,1%) |
| Tú sí que vales: Cinquena edició  | 2008        | Telecinco | 2 043 000   | 17,1%             | 2 395 000 (20,3%) |
| Tú sí que vales: Sisena edició    | 2008        | Telecinco | 2 123 000   | 18,6%             | 2 173 000 (19,4%) |
| Tú sí que vales: Setena edició    | 2008        | Telecinco | 1 678 000   | 16,2%             | 1 497 000 (15,7%) |
| Tú sí que vales: Vuitena edició   | 2008        | Telecinco | 1 345 000   | 16,6%             | 1 439 000 (16,3%) |
| Tú sí que vales: Novena edició    | 2009        | Telecinco | 2 168 000   | 15,1%             | 1 713 000 (13,9%) |
| Tú sí que vales: Desena edició    | 2009        | Telecinco | 1 916 000   | 14,8%             | 1 942 000 (15,1%) |
| Tú sí que vales: Onzena edició    | 2009        | Telecinco | 1 848 000   | 14,6%             | 1 799 000 (12,5%) |
| Tú sí que vales: Dotzena edició   | 2009        | Telecinco | 1 476 000   | 12,7%             | 1 350 000 (11,8%) |
| Tú sí que vales: Tretzena edició  | 2011        | Telecinco | 2 644 000   | 17,6%             | 2 859 000 (18,7%) |
| Tú sí que vales: Catorzena edició | 2011 - 2012 | Telecinco | 2 845 000   | 18,5%             | 3 050 000 (18,8%) |
| Tú sí que vales: Quinzena edició  | 2012        | Telecinco | 2 401 000   | 16,6%             | 2 027 000 (20,0%) |
| Tú sí que vales: Setzena edició   | 2013        | Telecinco | 1 792 000   | 11,4%             | 1 759 000 (11,5%) |
| Tú sí que vales: Dissetena edició | 2013        | Telecinco | 1 706 000   | 11,2%             | 1 911 000 (13,2%) |
| Tú sí que sí: Primera edició      | 2017        | La Sexta  | 807 000     | 5,6%              | 783 000 (5,5%)    |

## Versions internacionals
En 2014, el format es va estrenar a Itàlia amb el mateix nom espanyol, i un any després es va estrenar també a Albània.

### Edicions estrangeres
| País    | Nom             | Presentador(s) | Canal       | Jutges                                                                   | Estrena |
| ------- | --------------- | --- | ----------- | ------------------------------------------------------------------------ | --- |
| Albània | Tú sí que vales | Drini Zeqo | Vizion Plus | Holta Dulaku Agron Llakaj Kristi Popa                                    | 1 d'abril de 2015 (temp. 1) |
| Itàlia  | Tú sí que vales | Belén Rodríguez (temp. 1-present) Francesco Sole (temp. 1-2) Simone Rugiati (temp. 3) Martín Castrogiovanni i Alessio Sakara (temp. 4-present) | Canale 5    | Maria De Filippi Gerry Scotti Rudy Zerbi Teo Mammucari (temp. 2-present) | 4 d'octubre de 2014 (temp. 1) 12 de setembre de 2015 (temp. 2) 24 de setembre de 2016 (temp. 3) 30 de setembre de 2017 (temp. 4) 29 de setembre de 2018 (temp. 5) 19 d'octubre de 2019 (temp. 6) |